# Grand Raid

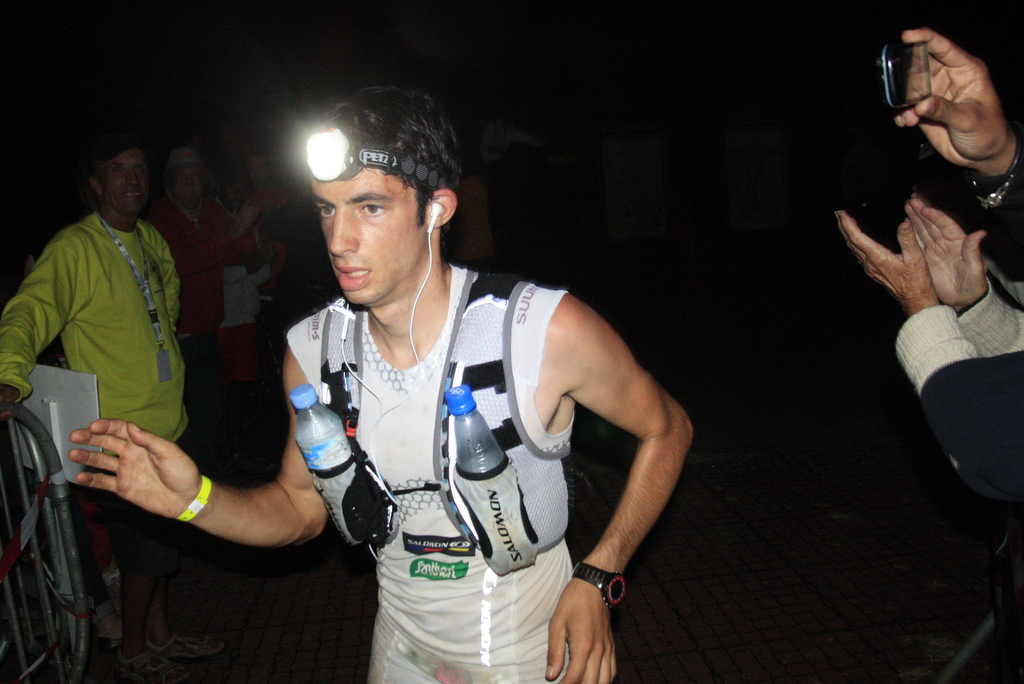
Kílian Jornet Burgada beim Grand Raid 2010

Der Grand Raid ist ein Ultramarathon in La Réunion.

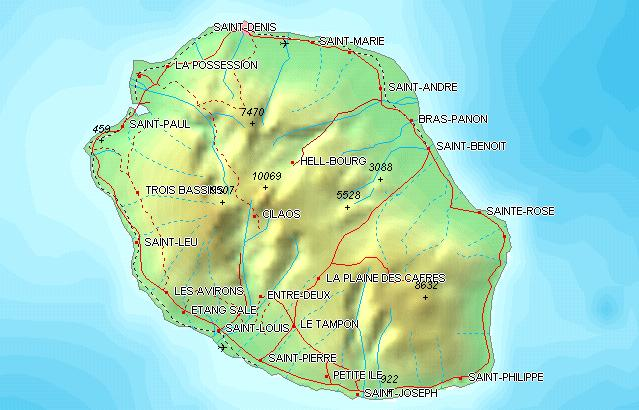
La Réunion

Die Strecke variiert in jedem Jahr geringfügig. Gestartet wird immer in einer der Städte im Süden der Insel. Der Lauf führt zuerst über das Gebirgsmassiv des Piton de la Fournaise und die Hochebene Plaine des Cafres, anschließend durch den Cirque de Cilaos und den Cirque de Mafate. Ziel ist das Stadion La Redoute in Saint Denis.
Der Wettbewerb, der zum ersten Mal 1989 ausgetragen wurde, findet jedes Jahr im Oktober auf der Insel statt. Die Strecke ist 175 km lang und muss innerhalb von 66 Stunden absolviert werden.
Die Startplätze für Einwohner von La Réunion und Personen, die ihren Wohnsitz nicht auf der Insel haben, sind limitiert und werden getrennt ausgelost.
Die beste Siegerzeit bei den Männern lief mit 14 Stunden, 41 Minuten Jean-Philippe Marie-Louise (1995), bei den Frauen Corinne Favre mit 20 Stunden 56 Minuten (2001). In jenen Jahren war die Laufstrecke jedoch noch wesentlich kürzer (rund 125 km). Generell variieren Strecke, Distanz und Höhenprofil von Jahr zu Jahr, sodass ein Vergleich der Zeiten und die Etablierung eines Streckenrekords schwierig sind. Bei den aktuell gelaufenen Strecken liegt die Siegerzeit – je nach den vorherrschenden Witterungsbedingungen – bei rund 23 Stunden für die Männer und 24,5 Stunden für die Frauen.
Marcelle Puy hält bei den Frauen den Rekord mit fünf Siegen bei der Diagonale des Fous. François D’Haene und Jean-Philippe Marie-Louise liegen bei den Männern mit je vier Siegen vorne.

## Kategorien
Aktuell (2025) wird das Rennen in fünf Kategorien ausgetragen:
- Grand-Raid oder Diagonale des Fous (= Diagonale der Verrückten) – 170 km; 10500 Höhenmeter sind zu überwinden
- Semi-Raid oder Trail de Bourbon – 100 km; 6090 Höhenmeter sind zu überwinden
- Mascareignes – 70 km; 4000 Höhenmeter sind zu überwinden
- Métis Trail – 50 km; 2500 Höhenmeter sind zu überwinden
- Zembrocal Trail (Vierer-Stafette) – 151 km; 9130 Höhenmeter sind zu überwinden